# Хейткор
Хейткор (англ. hate, МФА: [heɪt] — «ненависть») — більш похмурий і агресивний різновид хардкору, який з'явився у Нью-Йорку приблизно в середині 1980-х — початку 1990-х.
У музичному плані хейткор зазнав помітного впливу дет-металу, вокальний супровід може містити як скримінг так і гроулінг. Лірика сповнена ненависті, яка у поєднанні з емоційним вокалом ставить за мету передати це почуття слухачеві або ж його стимулювати.

## Історія
У середині 80-х на сцені США з'являються колективи котрі виконують похмурий хардкор з великою часткою агресивної експресії і помітним впливом металу. Першими з них були бенди Sheer Terror і SFA. SFA першими відхрестилися від хардкору як самоназви стилю. Їх не влаштовувало все те, з чим стала асоціюватися хардкор-сцена: sXe і тому подібне. Частиною протесту проти «старої сцени» був асоціальний спосіб життя: алкоголь замість катання на скейті, бійки зі слухачами на концертах тощо.
За кілька років термін «хейткор» (англ. hatecore) став використовуватися різними альтернативними командами, їх музика все менше мала спільного з класичним хейткором. В кінці 80-х хейткор як жанр зазнав переродження, в зв'язку з чим в цьому музичному середовищі стало з'являтися велика кількість груп нацистського та расистського спрямування.
З середини 90-х стилю приписали статус напрямку переважно праворадикального сенсу, він набуває популярності в середовищі націоналістів. У 2000-х хейткором іменують досить широкий музичний спектр: від RAC і комерційного ню металу до андерґраундного NYHC і металкору.